# Копачоаса (Горж)
Копачоаса (рум. Copăcioasa) насеље је у Румунији у округу Горж у општини Скоарца. Oпштина се налази на надморској висини од 302 m.

## Становништво
Према подацима из 2002. године у насељу је живело 542 становника, од којих су сви румунске националности.